# Lenzmoarkogel
Lenzmoarkogel (1991 m n. m.) je nejvyšší hora pohoří štýrského pohoří Gleinalpe. Nicméně svou proslulostí zaostává za tři metry nižším kopcem Speikkogel, ležícím jeden kilometr jihovýchodně, který je navštěvovanější častěji díky své centrální poloze. Tyto dva vrcholy jsou od sebe odděleny jen velmi mělkým sedlem.
Přes vrchol prochází hranice mezi obcemi Sankt Stefan ob Leoben a Rachau, která také tvoří hranici mezi okresy Leoben a Murtal.
Nejznámější přístup je od východu přes vesnice Übelbach (580 m) a Neuhof (726 m), dále pak přes sedlo Gleinalmsattel (1586 m) a vrchol Speikkogel (1988 m). Cesta z parkoviště u místa Hoyer trvá na vrchol 3 až 3 ½ hodiny.